# Саїманга західна
Саїманга західна (Hedydipna platura) — вид горобцеподібних птахів родини нектаркових (Nectariniidae). Мешкає в регіоні Сахелю.

## Поширення і екологія
Західні саїманги поширені від Сенегалу до західної Ефіопії. В негніздовий період мігрують на південь. Вони живуть в саванах, сухих чагарникових заростях і садах.